# Fan Noli
Teofan Fan Noli (Stilian Mavromati), (Ibrik Tepe, 6. siječnja 1882.- Fort Lauderdale, 13. ožujka 1965.), čovjek enciklopedijske naobrazbe,
albanski pisac, klasičar, prevoditelj, političar, diplomat, pjesnik, osnivač Albanske autokefalne pravoslavne crkve, metropolit, skladatelj.

## Životopis
Rođen, pod punim imenom Teofan Stilian Mavromatis, u Ibrik Tepe (alb. Qytezë), Otomansko carstvo, vilajet Edirne  (u hrvatskom jeziku znan i kao Drinopolje ili Jedrene),  a danas sjeverozapadna turska Trakija, na granici s Grčkom. Otac mu je bio pravoslavni svećenik u maloj pravoslavnoj zajednici koja je zbog političkih nemira u južnoj Albaniji izbjegla u Trakiju. Pohađao je grčku osnovnu školu i grčku gimnaziju u Drinopolju. Kao mladić je neko vrijeme putovao Mediteranom. Živio je u Ateni, Aleksandriji (Egipat),  Odesi (Rusija) uzdržavajući se glumom, podukama i prevođenjem. Pored albanskog govorio je još grčki, engleski, francuski,  turski i arapski. Godine 1903. je otišao u Egipat gdje je radio kao učitelj u grčkim školama u Aleksandriji i još nije gajio albanske nacionalne osjećaje, koje je prihvatio kasnije, radeći kao učitelj i u egipatskom kazalištu. U Egiptu je došao u vezu s albanskim pokretom u izbjeglištvu i postao je njihov vatreni pristalica. 

### Odlazak u SAD
Godine 1906. se preselio u SAD-e, najprije u Buffalo, New York a kasnije u Boston,  Massachusetts. U Buffalu je radio u pilani, u Bostonu je najprije sa Sotirom Pecijem radio za Kombi (Nacija), prve albanske novine u SAD-u, a kasnije na stroju za ljepljenje etiketa na limenkama.
1908., u New Yorku ga je biskup Ruske pravoslavne crkve Platon zaredio za đakona. Svećenički poziv je bio više patriotske nego duhovne naravi.  Nadao se, naime, da će tako isključiti grčki utjecaj na albanske pravoslavce u Americi. U početku se usredotočio na prevođenje crkvenih liturgija, s krajnjim ciljem osnivanja Albanske autokefalne crkve, koju je smatrao od životne važnosti za nacionalno ujedinjenje i važno oružje protiv pristalica ideje „Velike Grčke".
Godine 1908. je počeo studirati na Harvardu i 1912. je stekao bakalaureat iz društvenih znanosti, BA), 1938. je diplomirao na prestižnom Glazbenom konzervatoriju u Bostonu (the New England Conservatory of Music), i na koncu 1945. stekao doktorat na Bostonskom sveučilištu (Boston University). Istovremeno je bio i politički angažiran. Radio je kao urednik albansko-američke tiskovine Dielli (Sunce) i Adriatic Review. Bio je aktivan u udruzi Vatra (Ognjište), udruzi Amerikanaca albanskog porijekla sa sjedištem u Bostonu, koju je Fan Noli, skupa s liderom Albanaca u Americi Faikom Konicom, osnovao 1912. 

### Povratak u Europu
Godine 1911. je posjetio albanske pravoslavne zajednice u Bugarskoj, Ukrajini i Rumunjskoj. Diplomatsku karijeru započinje 1912., nakon albanske Deklaracije o neovisnosti. Između 1912. – 1915. aktivan je u promicanju albanskih interesa po Europi. Bio je učesnik i govornik na Kongresu Albanaca u Trstu 1913. Albaniju je prvi put posjetio 1913., a 1915. se ponovo vratio u SAD i postao je predsjednik udruge Vatra. 1918. je bio učesnik Kongresa potlačenih naroda u Washingtonu, gdje se susreo s američkim predsjednikom Woodrow Wilsonom. Bio je albanski delegat na Prvom zasjedanju Lige naroda. Vratio se 1920. u Albaniju, gdje je 1922. bio izabran za ministra vanjskih poslova, a 1923. za metropolita Drača, odnosno Albanske pravoslavne crkve (tada je albanska pravoslavna crkva bila priznata kao samostalna). God. 1924. bio je na čelu Seljačke stranke i građanske demokratske struje koja je srušila feudalni režim Ahmeda I. Zogua, a iste je godine bio nekoliko mjeseci premijer. Nakon Zoguova povratka na vlast 1925. živio u izbjeglištvu

## Slučaj Hudson, osnivanje Albanske autokefalne crkve
U 19. stoljeću pravoslavni albanci su bili pod Carigradskom patrijaršijom, crkveni obredi i škole su bili na grčkom jeziku i poistovjećivali su se s grčkim nacionalnim težnjama.
Budući se pravoslavlje dovodilo u vezu s grčkim nacionalnim osjećajima, bujanje albanskog nacionalnog pokreta je izazvao zbrku kod pravoslavnih albanaca jer je prekidao formiranje grčke nacionalne svijesti.
Kako bi se odbranili od helenizacije, početkom 20. stoljeća je u albanskoj dijaspori nastala ideja o osnivanju albanskog pravoslavlja. 
Osnivanje je ubrzao „Slučaj Hudson“. U Hudsonu, Mass., je umro pravoslavni albanac Kristaq Dishnica. Grčki svećenik je odbio obaviti sprovodni obred s razloga što je mladić bio albanski nacionalist i kao takav „automatski ekskomuniciran“. Kako u okolici nije bilo drugih svećenika, mladić je sahranjen bez vjerskog obreda. Slučaj je izazvao ogorčenje kod Albanaca iz Massachusettsa, koji su sazvali sastanak i odlučili da se Albanac zaredi za svećenika. Pozvali su Nolija da prihvati misiju i 8. ožujka 1908. Noli je zaređen. Zaredio ga je Platon, ruski nadbiskup iz New Yorka, i 22. ožujka 1908. je u Bostonu, u Knights of Honor Hall, održana prva misa na albanskom. Misu je pred više od 500 Albanaca predvodio Noli, služeći se vlastitim prijevodima Božje riječi, o čemu je dva dana kasnije izvjestio Boston Globe.
Autokefalnost je proglasila na Kongresu u Beratu 1922. godine, a 1937. priznao ju je Carigradski Patrijarh.

## Glavna djela
- Album - zbirka poezije, 1948.
- Povijest Skenderbega, 1921.
- Autobiografija, 1960.
- Izraelitë e Filistinë, (drama)
- [neaktivna poveznica](engl.)
- Imperijalizam u Egiptu od Napoleona do Lord Kromera
- Brojni književno kritički članci o: Platonu, Anaksagori, Tolstoju, Franzu Schubertu, Lessingu, Arturu Toscaniniju, Claudiu Monteverdiju, Johannu Straussu, Shakespeareu, Machiavelliju...

## Prijevodi liturgijskih tekstova
Pola od pedesetak Nolijevih izdanih knjiga su prijevodi liturgijskih tekstova s grčkog na albanski i engleski. 
Na engleski je preveo Novi zavjet, Psalme i dvije knjige katekizama i ti se prijevodi koriste i danas u albanskim pravoslavnim crkvama u Americi.Iz osobnog iskustva, sjećajući se zbunjenosti i krize identiteta koju je imao, bio je svjestan važnosti uporabe albanskog jezika u liturgiji. Odriče se i heleniziranog prezimena (Mavromatis) i uzima izvorno prezime Noli.  Prijevodima je Noli snažno utjecao na politički, vjerski i intelektualni život Albanaca u Americi i Albaniji. Nolija su zato smatrali neprijateljem Grčke crkve.Grčka crkva nije odobravala zamjenu grčkog jezika albanskim u crkvenoj liturgiji, tvrdeći da su pravoslavni Albanci nekanonski proglasili svoju nacionalnu, autokefalnu crkvu.

### Na albanski[9]
Shërbes' e Javës së Madhe, 1908  (Obredi Velikog tjedna)
Librë e Shërbesave të Shënta të Kishës Orthodoxe, 1909  (Obredne knjige crkvenih službenika pravoslavne crkve)
Libre e të Kremteve të Mëdha të Kishës Orthodoxe, 1911 (Knjige Velikih zavjeta pravoslavne crkve)
Triodi i Vogël, 1913 (Malo Trodnevlje)
Pesëdhjetore e Vogël, 1914 ( Duhovi)
Lutjesorja, 1914 (Molitvenik)
Uratore e Kishës Orthodokse, 1941 
Kremtore e Kishës Orthodokse, 1947 
Triodi dhe Pesëdhjetorja, 1952

### Na engleski[9]
Orthodox Prayer Book 1949. (Molitvenik i Djela apostolska)
Liturgy and Catechism of the Eastern Orthodox Church 1955. (Misal i katekizam pravoslavne crkve)
Three Liturgies of the Eastern Orthodox Church 1955.
The New Testament of our Lord and Savior Jesus Christ 1961. (Novi zavjet)
The Poet of Nazareth 1962.
The Psalms 1964. (Psalmi)

### Prijevodi klasika svjetske književnosti
Noli je jedan od najvećih prevoditelja ikad u Albaniji, donoseći maestralno u albanski jezik velika djela klasične svjetske književnosti;
W.Shakespeare: Hamlet, Otelo, Macbeth, Julije Cezar
Henrik Ibsen: Gospođa Inger iz Estrota, Narodni neprijatelj
Miguel de Cervantes: Don Quijote
Omar Hajjam; Rubaije
Eshil: Okovani Prometej
Poeziju mnogih pjesnika: Wolfgang Goethe, Paul Verlaine, Charles Baudelaire, Tjutchev, Heinrich Heine

### Muzička izdanja[9]
Hymnore për Kor të Përzier 1936. (Crkvena pjesmarica za mješoviti zbor)
Eastern Orthodox Hymnal 1951. (Crkvena pjesmarica istočnog pravoslavlja)
Byzantine Hymnal 1959. (Bizantinska crkvena pjesmarica)